# Compassberg
Compassberg or Kompasberg, es una montaña 55 km al norte de  Graaff-Reinet en la Provincia del Cabo de Sudáfrica, y forma parte de los Sneeuberge. A 2,504 metros, es el pico más alto de Sudáfrica fuera del macizo Stormberg-Drakensberg. Fue nombrada por el coronel Robert Jacob Gordon cuando el acompañó al gobernador Joachim van Plettenberg en un viaje a la frontera oriental de la Colonia del Cabo en 1778. 
La montaña está compuesta de sedimentos de Series de Beaufort en el sistema Karoo, y con extensas intrusiones de diques  de dolerita y sills.